# Hachiman
Hachiman (八幡神 Hachiman-shin / Hachiman no kami, conocido también como Yawata no kami?) en el sintoísmo es el dios de la guerra, pero también es venerado como dios de la agricultura y deidad tutelar del pueblo japonés y la Casa Imperial, otorgando felicidad y paz e incorporando elementos tanto del sintoísmo como del budismo. Además es venerado como protector de la vida humana, y en algunos templos como dios de los marineros. Hachiman, al que se le define más correctamente como el dios tutelar de los guerreros, es simbolizado por la paloma, además de hacer de mensajera.

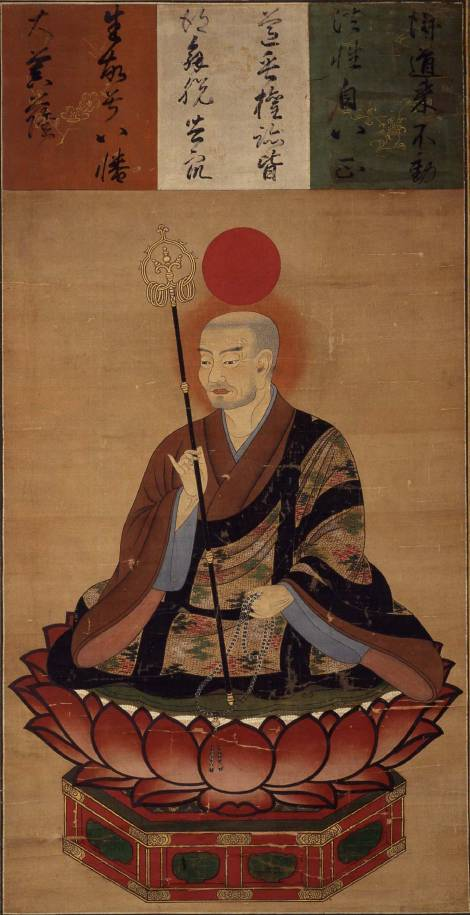
Representación de Hachiman vestido como monje budista.

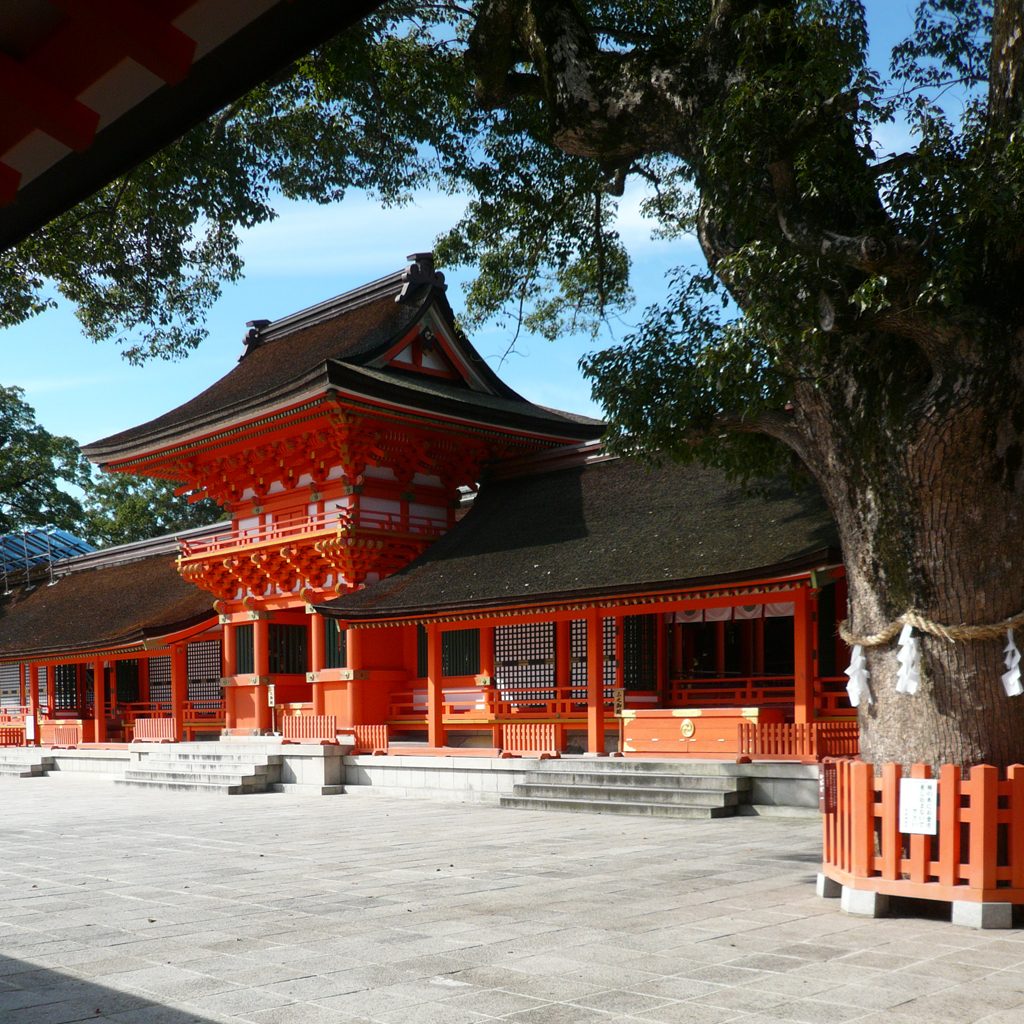
Santuario de Usa, dedicado al dios Hachiman.

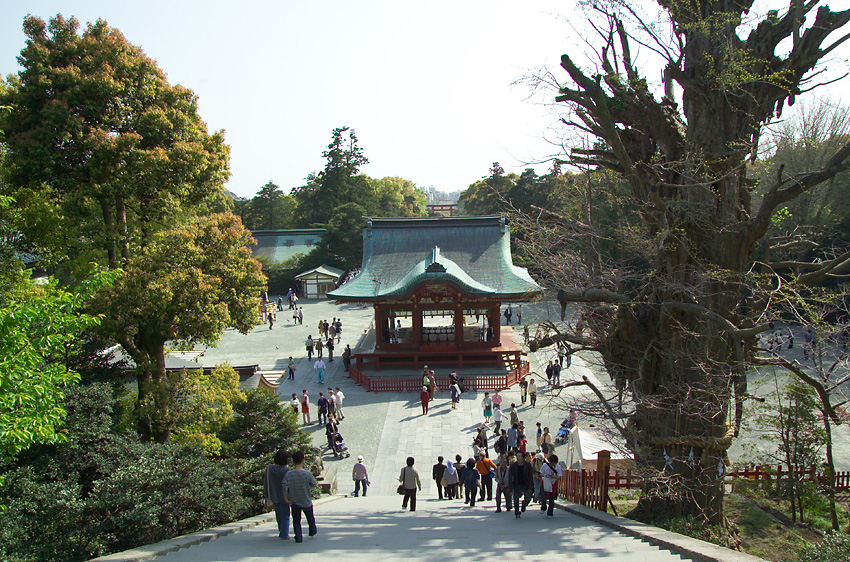
Santuario Tsurugaoka Hachiman-gū de Kamakura.

Alcanzó gran fama por ser venerado por muchos samuráis y sobre todo por el clan Minamoto que edificó un templo en su honor, cercano a Kioto, entre los años 859 y 880. También se puede destacar su santuario más importante construido en Usa; en la Prefectura de Ōita, aunque el dios consta de aproximadamente 45.000 templos dedicados en su honor. Muchas ciudades y pueblos japoneses con los nombres Hachiman, Yawata o Yahata deben su topónimo a que crecieron alrededor de dichos templos.
Su origen es incierto, ya que no aparece en ninguno de los dos libros más antiguos de la Historia de Japón; ni en el Kojiki, ni en el Nihonshoki. Sin embargo se sabe que está identificado con el emperador Ōjin ( hijo de la emperatriz consorte Jingū) que se caracterizó por intentar ampliar los conocimientos materiales y culturales de la población. Su nombre significa 'Dios de los ocho estandartes', en referencia a los ocho estandartes celestiales que señalaron el nacimiento del divino emperador Ōjin. Según la leyenda, Ōjin estaba todavía en el seno de su madre cuando la instó a la conquista de Corea, no naciendo hasta el final de las operaciones militares, al cabo de tres años.

## Sincretismo
Después de la llegada del budismo a Japón, Hachiman se convirtió en una deidad sincrética, fusionando elementos del culto de los Kami con el budismo (Sinto-Budismo). En el panteón budista del siglo VIII, se convirtió en el Gran Bodhisattva Hachiman (八幡大菩薩 Hachiman Daibosatsu?).
En el budismo se le considera como una de los dioses que protegen al devoto del Sutra del Loto.
La adoración de Hachiman también incluye la de Jingu-kōgō y una oscura deidad llamada Himegami ('Princesa Divina', que aparece en el anime Red Data Girl en forma de posesión chamánica, según el concepto del Arahitogami), que podría ser la consorte de Hachiman, o una deidad anterior que fue absorbida por el "Hachimeismo".